# Courdimanche-sur-Essonne
Courdimanche-sur-Essonne település Franciaországban, Essonne megyében. Lakosainak száma 279 fő (2022. január 1.). Courdimanche-sur-Essonne Boutigny-sur-Essonne, Maisse, Valpuiseaux és Vayres-sur-Essonne községekkel határos.

## Népesség
A település népességének változása:
| Lakosok száma | 267  | 261  | 264  | 267  | 271  | 276  | 277  | 278  | 279  |
|               | 2013 | 2015 | 2016 | 2017 | 2018 | 2019 | 2020 | 2021 | 2022 |